# Humphry Legge, 8.º conde de Dartmouth
Humphry Legge, 8.º conde de Dartmouth ROV, OSD, KPM (14 de marzo de 1888-16 de octubre de 1962), fue un noble británico y oficial de policía.

## Biografía
Legge fue el hijo menor de William Legge, 6.º conde de Dartmouth y de Mary Cooke. 

## Primera Guerra Mundial
Durante la Primera Guerra Mundial, sirvió como comandante en la Marina Real británica y fue mencionado a los despachos. El 10 de abril se 1923, se casó con Roma Ernestine Horlick, la hija mayor de Sir Ernest Horlick, 2.º Barón, y tuvieron dos hijos, Gerald Legge, 9.º conde de Dartmouth (1924–1997), y la Honorable Heather Margaret Mary (1925), quien se casó con Rognvald Herschell, 3.º Barón Herschell.
En 1932, Legge fue nombrado jefe de policía de Berkshire después de haber sido subjefe de policía de la policía de Staffordshire de 1928 a 1932.  Legge recibió la Medalla de los Servicios de Policía y Bomberos del Rey (KPFSM), en los conmemoración de Año Nuevo de 1946.
En 1947, fue nombrado Comandante de la Real Orden Victoriana. Se retiró como jefe de policía en 1953. 
En 1958, heredó los títulos de su hermano y murió cuatro años más tarde, siendo sucedido por su hijo, Gerald.
- Datos: Q7613796